# Anca Boagiu
Anca Daniela Boagiu (n. 30 noiembrie 1968, Constanța) este o politiciană română, care a deținut funcțiile de ministru al transporturilor (2000) și ministru al integrării europene (2005-2007). În legislatura 2008-2012, Boagiu a fost senator de București din partea PD-L, iar între 3 septembrie 2010 și 9 februarie 2012 a fost ministru al transporturilor în guvernul Emil Boc.

## Cariera profesională
Anca Daniela Boagiu s-a născut la data de 30 noiembrie 1968 în orașul Constanța. A absolvit în anul 1995 cursurile Facultății de Construcții, secția Hidrotehnică din cadrul Universității „Ovidius” din Constanța, obținând diploma de inginer hidrotehnist.
Începând din decembrie 1994, a lucrat ca asistent al directorului general al companiei S.E.Co.L. Sp.A (Italia), în cadrul contractelor de „Reabilitare a DN 38 și 39” finanțate de Banca Mondială. În iulie 1995, devine diriginte de șantier în cadrul aceleiași companii, având ca principale sarcini supervizarea execuției lucrărilor, conform normelor internaționale, ca reprezentatnt al contractorului internațional în cadrul lucrărilor de construcție și reabilitare a drumurilor naționale DN38 și DN39 din cadrul primului „Program de Reabilitare a drumurilor naționale” finanțat de Banca Mondială.
În februarie 1996, se angajează ca expert în cadrul Serviciului de contractare la Administrația Națională a Drumurilor – Direcția „Programe cu finanțare externă”, având ca atribuții atragerea finanțărilor și realizarea lucrărilor de reabilitare a drumurilor pentru programele II, III și IV, precum și de autostrăzi.
Anca Boagiu a fost transferată, în mai 1997, în funcția de expert achiziții în cadrul Programelor PHARE Multi-țări de facilitare a tranzitului și modernizare a punctelor de trecere a frontierei la Direcția Generală de Relații Financiare Externe – Unitatea de Management a Programelor PHARE, din cadrul Ministerului Transporturilor. În această calitate, s-a ocupat de identificarea proiectelor eligibile a fi finanțate prin programele PHARE; pregătirea acordurilor de finanțare, a licitațiilor, realizarea lucrărilor și monitorizarea acestora.
Din mai 1999, a deținut funcția de Director – administrator al proiectelor cu finanțare externă, în cadrul Unității de Management al Proiectelor de Reformă Economică și de acoperire a costurilor sociale ale reformei, având ca atribuții în cadrul Programului de Restructurare a Sectorului Privat (PSALI), finanțat de către Banca Mondială , pentru:
- restructurarea sistemului bancar: Banca Comercială Română, Banca Agricolă, CEC și
- lichidarea BANCOREX;
- întărirea cadrului structural și de reglementări pentru sectoarele energie electrică,  telecomunicații, căi ferate, petrol și gaze;
- îmbunătățirea mediului de afaceri;
- atenuarea costurilor sociale ale restructurării;

În această calitate, Anca Boagiu s-a ocupat cu negocierea și încheierea celor două acorduri de împrumut, PSAL și PIBL; pregătirea și lansarea licitațiilor și contractarea proiectelor conform procedurilor Băncii Mondiale; monitorizarea derulării contractelor în conformitate cu Planul de implementare a programului, precum și cu termenele stabilite de Guvernul României pentru îndeplinirea obiectivelor PSAL; întocmirea și transmiterea către Banca Mondială a rapoartelor periodice privind implementarea programelor.
În paralel, Anca Boagiu a urmat o serie de cursuri de specializare în domeniul managementului proiectelor, dintre care menționăm următoarele: un curs internațional privind ”Pregătirea, evaluarea, monitorizarea și auditarea proiectelor cu finanțare internațională” (Cairo, 1997); un curs privind Sistemul de Implementare Descentralizată PHARE – Metode de achiziție FIDIC a proiectelor de lucrări publice (București, 1998); un curs regional intensiv privind “Evaluarea economică a proiectelor din domeniul transporturilor” (Sofia, 1999); un curs de specializare în management pentru liderii din executivul României (Crotonville, SUA, 2000) și un curs de instruire a tinerilor politicieni în structurile Parlamentului European (Bruxelles, 2002).

## Cariera politică
La data de 26 iunie 2000, Traian Băsescu demisionează din funcția de ministru al transporturilor, pentru a prelua mandatul de primar general al Capitalei, în urma câștigării alegerilor din 18 iunie 2000. Succesoarea sa a fost  Anca Boagiu, care a îndeplinit funcția de ministru al transporturilor în perioada 27 iunie - 28 decembrie 2000. La vârsta de doar 32 de ani, ea a devenit cel mai tânăr ministru al Romaniei după cel de-al Doilea Război Mondial și este prima femeie în funcția de  Ministru al Transporturilor.
Anca Boagiu a fost aleasă ca deputat de București pe listele Partidului Democrat (PD) în două legislaturi consecutive (2000-2004 și 2004-2008).
În legislatura 2000-2004, a făcut parte din Comisia pentru Industrii și Servicii și din Comisia pentru egalitatea de șanse pentru femei și bărbați. De asemenea, a deținut funcțiile de secretar al Comisiei Parlamentului României pentru Integrare Europeană (până în ianuarie 2002) și vicepreședintă (aprilie 2003 - februarie 2004) al Subcomisiei pentru Oportunități Egale.
În legislatura 2004-2008, a făcut parte din Comisiei Parlamentului României pentru Integrare Europeană (până în decembrie 2006), deținând și funcția de vicepreședinte (până în mai 2006) și apoi din Comisia pentru afaceri europene a Parlamentului României. De asemenea, a făcut parte și din Comisia pentru industrii și servicii, unde a deținut funcția de secretar (până în octombrie 2005).
În perioada 22 august 2005 - 5 aprilie 2007, Anca Boagiu a făcut parte din Guvernul Tăriceanu, în calitate de ministru pentru Integrare Europeană . A fost înlocuită din funcție la 5 aprilie 2007 odată cu restructurarea Guvernului Tăriceanu prin ieșirea Partidului Democrat de la guvernare.
Membră a Partidului Democrat încă dinainte de numirea sa în funcția de ministru al transporturilor, Anca Boagiu a deținut funcțiile de vice-președinte pe probleme de relații internaționale al Organizației Femeilor Democrate, apoi de secretar executiv al departamentului Economic al Biroului Permanent Național al Partidului Democrat. Actualmente, ea îndeplinește funcțiile de Vicepreședinte al PD-L, președinte al Organizației Partidului Democrat Liberal Sector 2 București.
Anca Boagiu vorbește fluent limbile engleză, franceză și italiană. Este necăsătorită și are un fiu adoptat pe care l-a cunoscut la orfelinatul Pinochio din sectorul 4, București.